# Tennenshoku Katsudō Shashin

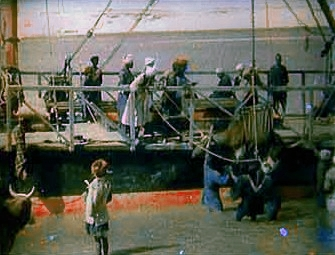
Cadre utilisant Kinemacolor (d'après Un rêve en couleur de George Albert Smith)

Le Tennenshoku Katsudō Shashin est une société de production cinématographique japonaise active dans les années 1910.
Le nom signifie littéralement « Société de cinéma couleur naturelle », mais elle est appelée « Tenkatsu » pour faire court.

## Historique
La société est créée en 1914 avec les employés de la Fukuhōdō qui ne prennent pas part à la fusion qui aboutit à la formation de la Nikkatsu, en particulier l'entrepreneur Kisaburō Kobayashi. Son but est d'abord d'exploiter le système de cinéma en couleur kinémacolor dont les droits ont été acquis pour le Japon peu avant la fusion. Ce système devient trop cher à produire, aussi l'entreprise se résout-elle bientôt à faire des films ordinaires, devenant le principal rival de la Nikkatsu dans les années 1910.
Bien que ce soit une société décentralisée, gérée par des patrons différents et qui permet aux benshi de commander la production de films, la Tenkatsu joue un rôle dans le mouvement du cinéma pur en permettant à son employé Norimasa Kaeriyama de réaliser quelques-unes des premières œuvres réformistes incorporant des actrices et des techniques des films étrangers. Elle est également connue pour avoir engagé Ōten Shimokawa afin de produire quelques-uns des premiers anime ou dessins animés au Japon. Elle est finalement rachetée par la Kokkatsu en 1919.

## Source de la traduction
- (en) Cet article est partiellement ou en totalité issu de l’article de Wikipédia en anglais intitulé « Tennenshoku Katsudō Shashin » (voir la liste des auteurs).